# Independencia (Chili)
Pour les articles homonymes, voir Independencia.
Independencia est une commune du Chili, située dans la province et la région métropolitaine de Santiago.

## Géographie

Localisation d'Independencia (en rouge) au sein de l'agglomération de Santiago.

La commune s'étend sur 7 km2 dans l'ancien secteur de la « Chimba » situé dans la partie nord de l'agglomération de Santiago.

## Toponymie
Le nom de la commune fait référence au fait que l'armée des Andes a campé le 13 février 1817 sur le site le lendemain de la bataille de Chacabuco qui a permis l'accession à l'indépendance du Chili.

## Histoire
Au XIXe siècle, la croissance de la capitale entraîne l'urbanisation progressive de la rive nord du Mapocho. La croissance de la population est rapide et en 1991 les autorités décident de créer une commune regroupant des territoires de la municipalité de Santiago (partie de la commune allant du rio Mapocho au sud à la place de Chacabuco au nord avec le sud de la commune de Conchali ainsi qu'une partie de la commune de Renca. De cette genèse relativement récente, il reste des traces dans la composition sociale des habitants : la partie sud de la commune est habitée par la classe moyenne, alors qu'au nord les habitants font partie des classes populaires.

## Population et société

### Démographie
En 2017, la population s'élevait à 100 281 habitants.

## Politique et administration
La commune est dirigée par un maire et huit conseillers élus pour un mandat de quatre ans. Les dernières élections ont eu lieu les 26 et 27 octobre 2024.
| Période           | Période           | Identité                 | Étiquette   | Qualité |
| ----------------- | ----------------- | ------------------------ | ----------- | ------- |
| 12 août 1991      | 26 septembre 1992 | César Barahona Ortega    | PR          |         |
| 26 septembre 1992 | 6 décembre 1996   | Heriberto Benquis Camhi  | PPD         |         |
| 6 décembre 1996   | 6 décembre 2012   | Antonio Garrido Mardones | RN          |         |
| 6 décembre 2012   | 1er juillet 2024  | Gonzalo Durán Baronti    | PSC puis MU |         |
| 1er juillet 2024  | 9 juillet 2024    | Javiera García Lizama    | PCCh        | intérim |
| 9 juillet 2024    | 15 novembre 2024  | Carola Rivero Canales    | PSC         |         |
| 15 novembre 2024  | 5 décembre 2024   | Moisés Alarcón Olmos     | PS          | intérim |
| 6 décembre 2024   | en fonction       | Agustín Iglesias Muñoz   | Ind.        |         |

Le siège de la municipalité se trouve à l'angle de l'avenue de l'Indépendance et de Nueva Colón dans un édifice inauguré en 2009, sur un terrain de plus de 6 000 m2. Il a remplacé l'ancienne mairie située sur l'avenue du Général Borgoño, détruite pour donner passage à l'autoroute côtière du Nord.

## Transports
L'axe principal de la commune est l'avenue de l'Indépendance qui la traverse du nord au sud et dont le tracé reprend celui d'un ancien chemin inca. La commune est desservie par la ligne 3 du métro de Santiago avec deux stations à Plaza Chacabuco et Hospitales, ainsi que par le réseau d'autobus Red de l'agglomération de Santiago.
Independencia fait partie du système Bikesantiago qui met à disposition des vélos à partir de stations installées dans une dizaine de communes centrales de la capitale.

## Patrimoine
L'église Saint-Raphaël, consacrée en 1777, d'architecture néoclassique, est inscrite aux monuments historiques, ainsi que son ancien carmel.

## Équipements municipaux
Sur le territoire de la commune se trouve l'hôpital universitaire José Joaquín Aguirre ainsi que la faculté des sciences chimiques et pharmaceutiques de l'université du Chili. Les équipements sportifs comprennent le stade Santa Laura (28 000 places), qui est l'installation attitrée de l'équipe de football Unión Española de niveau national, ainsi que l'hippodrome du Chili.